# Adma

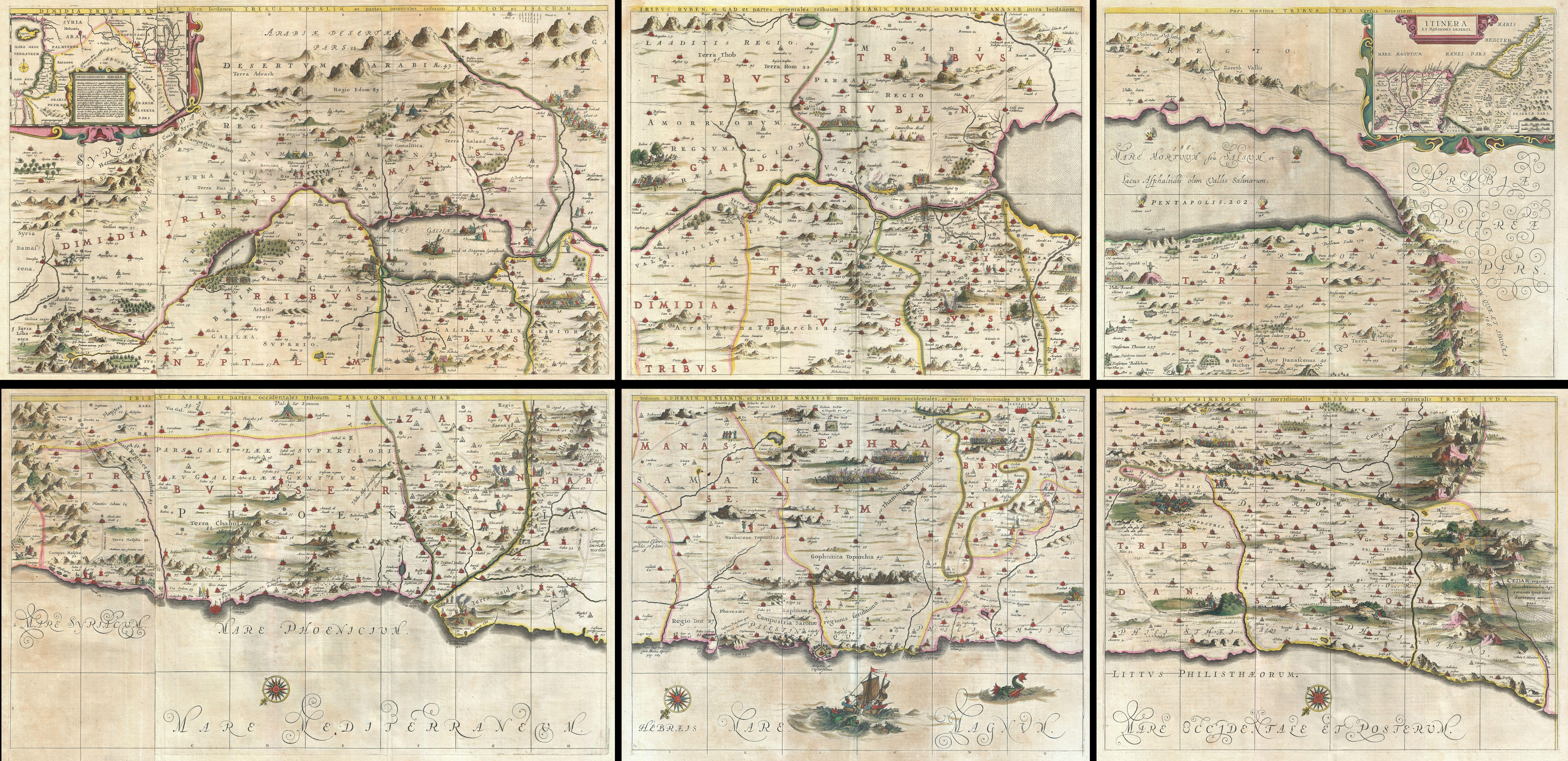
Adma (Adama) in una mappa di Janssonius del 1662 (quadrante in alto a destra, seconda riga, prima colonna)

Adma (Admah) è una città nominata nell'Antico Testamento. Era una delle "città della piana", e formava una pentapoli insieme con altre quattro della valle di Siddim, Sodoma, Gomorra, Zoar e Zeboim. 
Il suo nome, in ebraico 'adhmah, è tratto da una radice che significa "rosso" (la stessa da cui potrebbe derivare il nome Adamo); il significato viene indicato dalle varie fonti come "terra rossa", "terrosa" o "fortezza".
In Genesi 10:19 è una delle città citate come confinanti con il territorio di Canaan; in Genesi 14, viene spiegato che Adma e le altre quattro città della pentapoli erano state per dodici anni sotto il controllo dei re di Sennaar, Ellasar, Elam e Goim, e si ribellarono contro di loro; in quel periodo, era re di Adma un uomo di nome Sinab (o Sineab, Scinab). In Deuteronomio 29:22-23 viene rivelato che la città venne distrutta assieme a Sodoma, Gomorra e Zeboim quando Dio mandò la pioggia di fuoco; in riferimento a tale evento, viene nuovamente citata in Libro di Osea 11:8.
Alcuni studiosi hanno cercato di identificarla con la città di Adam (o Adama) citata in Libro di Giosuè 3:16, nonché di localizzarla dove si trova attualmente Damieh, un guado del fiume Giordano.